# 延命寺 (大田区)
延命寺（えんめいじ）は、東京都大田区にある浄土宗の寺院。

## 概要
弘安年間（1278年～1288年）、白籏寂恵良暁によって開山された。当初は「蓮花寺」という名称だった。
その後延文年間（1356年～1361年）に落雷で焼失した。新田義興の怨霊が、自分を殺した江戸遠江守（江戸長門と比定される）めがけて落としたものだという。
永禄年間（1558年～1570年）になり、芳誉は雷火から逃れた延命地蔵を安置する寺を再建した。その際に「延命寺」に改称した。
延命寺では、双盤を打ち鳴らしながら念仏を唱える「双盤念仏会」があることで知られている。

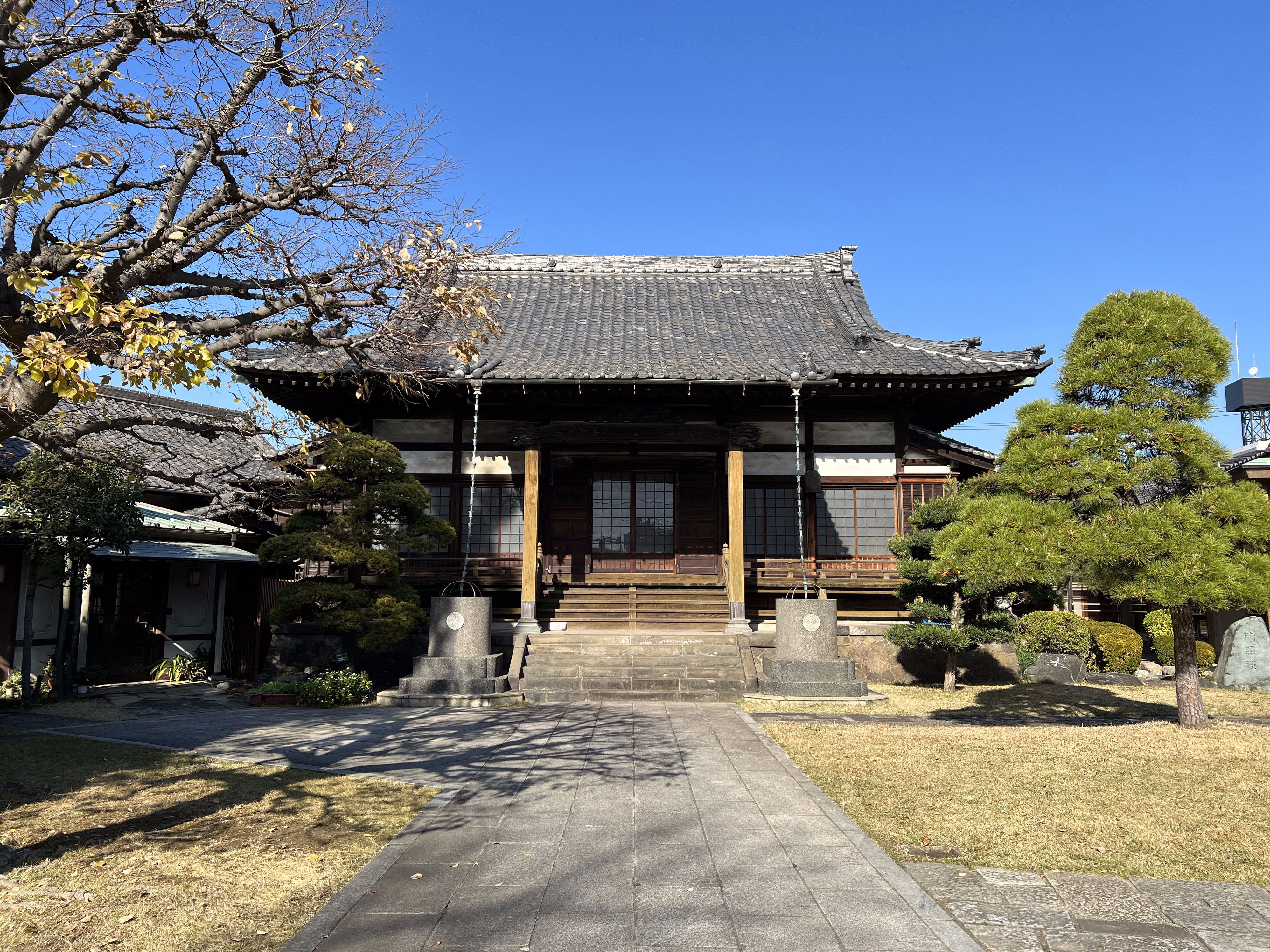
本堂

## 交通アクセス
- 矢口渡駅より徒歩7分。